# سيرجي تشيرنيتسكي
سيرجي تشيرنيتسكي (بالروسية: Чернецкий, Сергей Витальевич)‏ (و. 1990  م) هو دراج، ودراج على المضمار روسي، ولد في سرتولوفو، شارك في طواف إسبانيا، وطواف إسبانيا 2014، وركوب الدراجات في الألعاب الأولمبية الصيفية 2016.

## سجل الفوز

### سباقات أو مراحل فاز بها
| التاريخ        | السباق                                        | المركز                                                                  |
| -------------- | --------------------------------------------- | ----------------------------------------------------------------------- |
| 01 يناير 2010  | 2010 Nafarroako Itzulia                       | السادس في التصنيف العام                                                 |
| 11 أبريل 2010  | كلاسيكا بريمافيرا 2010                        | الثامن في التصنيف العام                                                 |
| 10 أبريل 2011  | كلاسيكا بريمافيرا 2011                        | الرابع في التصنيف العام                                                 |
| 22 يوليو 2012  | 2012 Giro della Valle d'Aosta                 |                                                                         |
| 11 أغسطس 2012  | 2012 Gran Premio Città di Camaiore            |                                                                         |
| 01 سبتمبر 2012 | تور دي أفينير 2012                            | الرابع في التصنيف العام، السابع في تصنيف الجبال، الثامن في تصنيف النقاط |
| 09 سبتمبر 2012 | 2012 Chrono Champenois Masculin International |                                                                         |
| 18 أغسطس 2013  | طواف ديف يغد 2013                             | الفائز في التصنيف العام                                                 |
| 05 أبريل 2014  | جائزة ميغيل إندوراين 2014                     | الثالث في التصنيف العام                                                 |
| 04 مايو 2014   | طواف روماندي 2014                             | الخامس في تصنيف أفضل شاب                                                |
| 05 أكتوبر 2014 | طواف ألماتي 2014                              | الثاني في التصنيف العام                                                 |
| 24 يونيو 2016  | بطولة روسيا لسباق الدراجات على الطريق 2016    | الفائز في التصنيف العام                                                 |
| 19 أغسطس 2018  | سباق النرويج 2018                             | الفائز في التصنيف العام                                                 |

## روابط خارجية
- سيرجي تشيرنيتسكي على موقع الاتحاد الدولي للدراجات (الإنجليزية)
- سيرجي تشيرنيتسكي على موقع أرشيف الدراجات (الإنجليزية)
- سيرجي تشيرنيتسكي على موقع إحصائيات الدراجات الإحترافية (الإنجليزية)
- سيرجي تشيرنيتسكي على موقع نسبة الدراجات (الإنجليزية)
- سيرجي تشيرنيتسكي على موقع CycleBase (الإنجليزية)
- سيرجي تشيرنيتسكي على موقع أوليمبيديا (الإنجليزية)